# Convento franciscano de la Purísima Concepción (Herrera del Duque)
El convento franciscano de la Purísima Concepción fue fundado en 1517 por Fray Alonso de Sotomayor, conde de Belalcázar en la ermita de Nuestra Señora de la Merced, a un cuarto de legua de su posición actual. En 1603 se traslada a su emplazamiento presente, los vecinos de la villa creyeron conveniente una ubicación del convento más cercana. La fundación del convento de Herrera, en 1517. se le atribuye a Fray Alonso de Sotomayor, hijo de Gutierre III de Sotomayor y Teresa Enríquez, hombre piadoso educado por su tío, Fray Juan de la Puebla. 

## Historia
Vivió su época de mayor esplendor a mediados del siglo XVIII cuando su comunidad estaba formada por 36 sacerdotes, 12 coristas, 10 legos y 6 donados. El grupo de frailes debió llevar una vida bastante austera y con números dificultades incluso para sobrevivir con varias situaciones de aprietos económicos. Estuvo habitado por los frailes hasta 1835, en que se suprimió por la desamortización de Mendizábal. La casa de Osuna y Béjar fue, después, dueña del convento hasta que lo adquirieron los condes de Villapadierna a finales del siglo XIX, junto con los veintiún millares de la dehesa de Cijara y el castillo. Fue adquirido por la familia Gallego Bañuelos en los años 70.

## Arquitectura
Los restos del convento de la Purísima Concepción que aún permanecen en pie puede dar una idea de la grandeza del convento. La portería estaba debajo de la espadaña, a la derecha de la entrada de la iglesia por su cara oeste. El templo tuvo otro acceso por la norte, hoy tapiado. El claustro estaba situado al sur de la iglesia y tenía arcos de medio punto, conservados en parte. En su centro había una fuente, desaparecida en las reformas realizadas en los años 60. Las enfermerías, alta y baja, debieron ocupar el final del ala, que se prolonga hasta la huerta, en viviendas u otros espacios de aprovechamiento diversos. El terreno cultivable, de suelo fértil, proporcionaba agua abundante y productos vegetales para las necesidades monásticas.
La Iglesia, de cruz latina, tiene cúpula con cuatro ventanales para iluminar el crucero, y pechinas con medallones, hoy sin pinturas y deteriorados por los usos que se dieron al conjunto. La nave, es de un solo cuerpo y dividida en tres espacios, tiene dimensiones de 30 por 10 metros, y en sus pies un coro amplio, apoyado en bóveda de medio cañón, que recibe la luz por un ventanal abierto sobre la fachada principal. Dos nichos laterales albergan sendos altares, de estilo Barroco. El lado de la epístola comunicaba el templo con el claustro.
Toda la iglesia es de estilo clásico. El altar mayor y el retablo que se conservan no son los originales, y sus proporciones resultan inadecuadas para la estructura y dimensiones del edificio. A los lados del pequeño retablo actual están pintados los escudos de los condes de Villapadierna. La sacristía, rectangular y con bóveda de cañón, tiene fábrica cuidada.
La puerta de entrada al templo es amplia, de diseño clásico y compuesta de tres cuerpos: portada, frotón y ventana, flanqueada por dos escudos en azulejos. La torre-espadaña, sobre la portería, es toda de ladrillos, esbelta, de trazado original, con volutas y tres huecos para las campanas.

## El convento hoy
El edificio pasó a ser propiedad del Ayuntamiento en el año 2009 y fue adquirido después en el año 2010 por la Junta de Extremadura por 189 000 euros para proyectar su rehabilitación para ser una hospedería de turismo de cuatro estrellas. Al concurso de ideas propuesto por la Consejería de Cultura y Turismo se han presentado 174 propuestas. El proyecto denominado “Claustro Abierto” de Acha y Zaballa han sido los ganadores del proyecto de hospedería en el que el jurado ha destacado la imagen contundente de la propuesta, su cualidad estética y el juego de volúmenes. 
La parcela donde se ubicará la Hospedería se encuentra ubicada en la zona donde estuvo situado el antiguo convento franciscano de la Concepción o de San Jerónimo, del siglo XVI y sus terrenos adyacentes y se incluirá la rehabilitación de la iglesia existente. Sin duda, este condicionante histórico retoma su valor con el proyecto ganador.
La propuesta se soluciona en dos plantas en torno a un claustro central. Claustro, que como en la época del convento, es el espacio vertebrador, y en torno a él se distribuyen las dotaciones comunes del programa y servicios generales en la planta inferior, y las habitaciones en la planta superior. Desde las habitaciones se pretende capturar las mejores visuales hacia el paisaje de la sierra y la ladera del castillo desde los cuatro brazos en torno al claustro, prevaleciendo la orientación sureste para todas las habitaciones. 
La iglesia se destinará al salón de celebraciones y el acceso a la hospedería se proyecta sobre el ala rehabilitada del convento. La hospedería contara con 38 habitaciones dobles, más 2 habitaciones dobles con salón y dos habitaciones adaptadas para personas de movilidad reducida, con una capacidad de 80 personas. El proyecto a desarrollar incluirá la posibilidad de ampliación de la hospedería hasta un total de setenta habitaciones dobles. La nueva hospedería dispondrá de zonas comunes, restaurante, salón de usos múltiples, spa y piscina.